# Serrolândia
Serrolândia is een gemeente in de Braziliaanse deelstaat Bahia. De gemeente telt 12.665 inwoners (schatting 2009).

## Aangrenzende gemeenten
De gemeente grenst aan Jacobina, Miguel Calmon, Quixabeira, Várzea do Poço en Várzea da Roça.